# Natalia LL
Natalia Lach-Lachowicz, més coneguda com a Natalia LL (Zywiec, Polònia, 18 d'abril de 1937 - 12 d'agost de 2022), fou una artista conceptualista polonesa. El seu treball es desenvolupà a través de la pintura, la instal·lació, la fotografia, el dibuix, la performance i el videoart. Ha estat descrita com «una pionera en la creació d'imatges d'avantguarda feminista de principis de la dècada de 1970».

## Trajectòria
Lach-Lachowicz visqué i treballà a la ciutat polonesa de Breslau on fou co-fundadora de la galeria PERMAFO el 1970 juntament Andrzej Lachowicz, la seva parella d'aleshores, i Zbigniew Dłubak. A partir de la dècada de 1970 Natalia LL estigué fortament vinculada al moviment feminista internacional i, en particular, esdevingué una de les figures més icòniques a Polònia.
Fou una artista controvertida i que generà molt de debat. El 2019, arran d'una queixa anònima, algunes de les seves obres foren retirades de l'exposició permanent al Museu Nacional de Varsòvia, fet que comportà protestes de centenars de persones amb el lema «#BananaGate» que protestaren portant un plàtan a la mà, en una clara al·lusió a l'obra de Natalia LL.

## Obres destacades

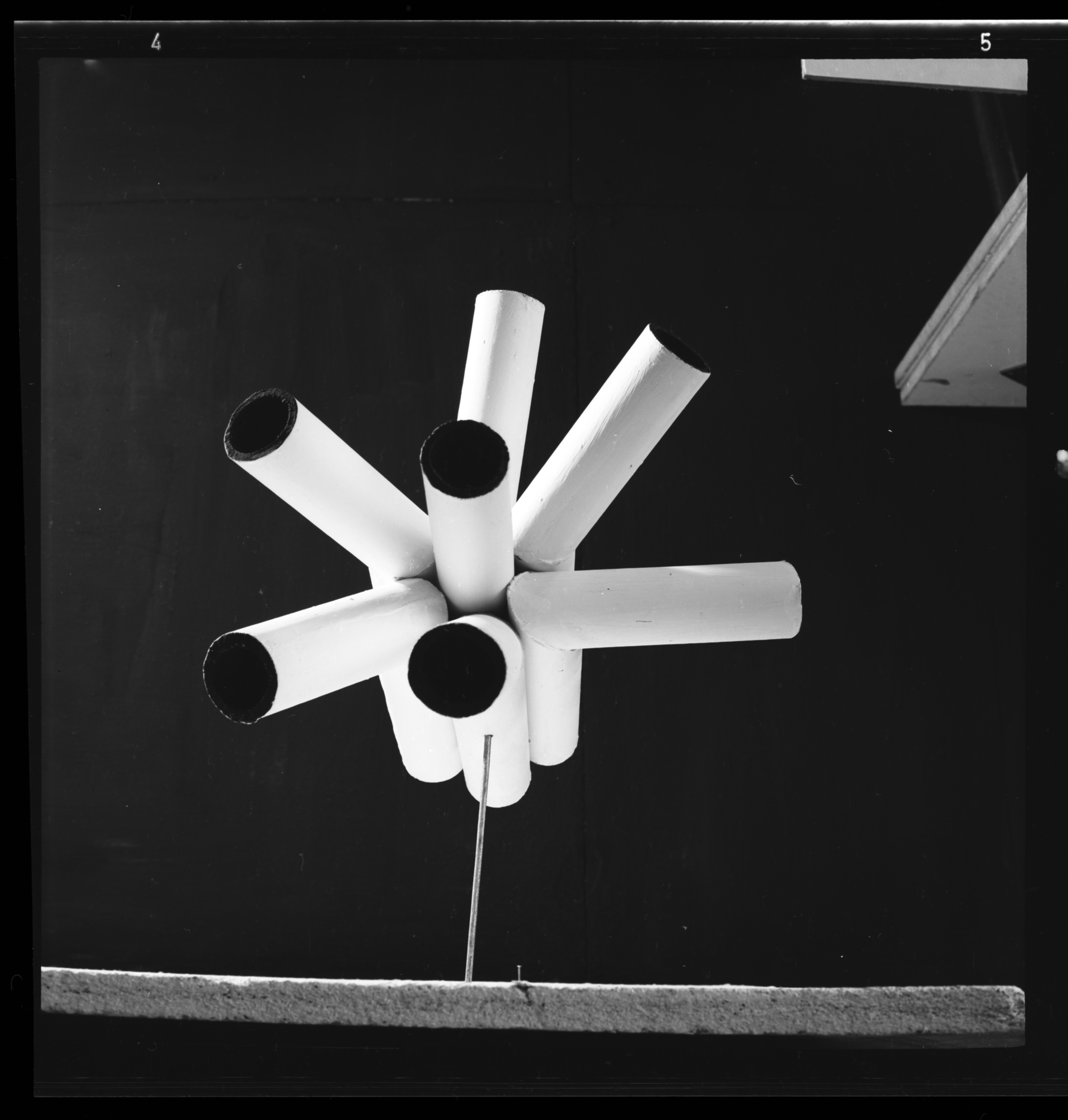
Kompendium de Zbigniew Dłubak, Natalia Lach-Lachowicz, Andrzej Lachowicz (1970, Wrocław Contemporary Museum)

Probablement l'obra més coneguda de Natalia LL és Consumer Art (Art de consum), en la qual presenta unes models que mengen amb fruïció plàtans, salsitxes o gelats. Aquesta activitat aparentment innocent adquireix una forta càrrega eròtica, i la combinació d'un enregistrament asèptic amb un motiu sensual molt explícit representa un rebuig del caràcter purament analític de l'art conceptual. De fet, als anys seixanta i setanta, Natalia LL va ser una de les primeres artistes que va fer un pas endavant per criticar l'art conceptual per la seva excessiva racionalitat i per fugir de la sensualitat física. A Consumer Art, també fa una referència a la iconografia de la cultura popular, en la qual el consum i els motius eròtics sovint van de bracet; ara bé, aquesta focalització de l'artista en el consum i en la imatge de la dona en la cultura popular va rebre diferents interpretacions. El paradigma clàssic de dominació d'un sexe per damunt de l'altre s'inverteix: és la dona qui assumeix un paper actiu, mentre que la masculinitat es redueix a un mer producte amb forma fàl·lica.

## Exposicions individuals
- Natalia LL. The Mysterious World, Francisco Carolinum, 2021
- Natalia LL. Intimate Photography, Galerie Steinek, Vienna, 2018
- Doing Gender, lokal_30, Varsòvia, 2013
- Natalia LL – Opus Magnum, Ernst Múzeum, Budapest, 2012
- The Whole of the Parts, Galeria Wangarda BWA, Breslau, 2005
- Ogrody personlizmu/Gardens of Personalism, Centrum Sztuki Współczesnej Zamek Ujazdowski, Warsaw, 1998
- Allusive Space, Frauenmuseum, Bonn, 1995
- Piramida/Pyramid, Galeria Spojrzenia, Breslau, 1980

## Galeria d'imatges

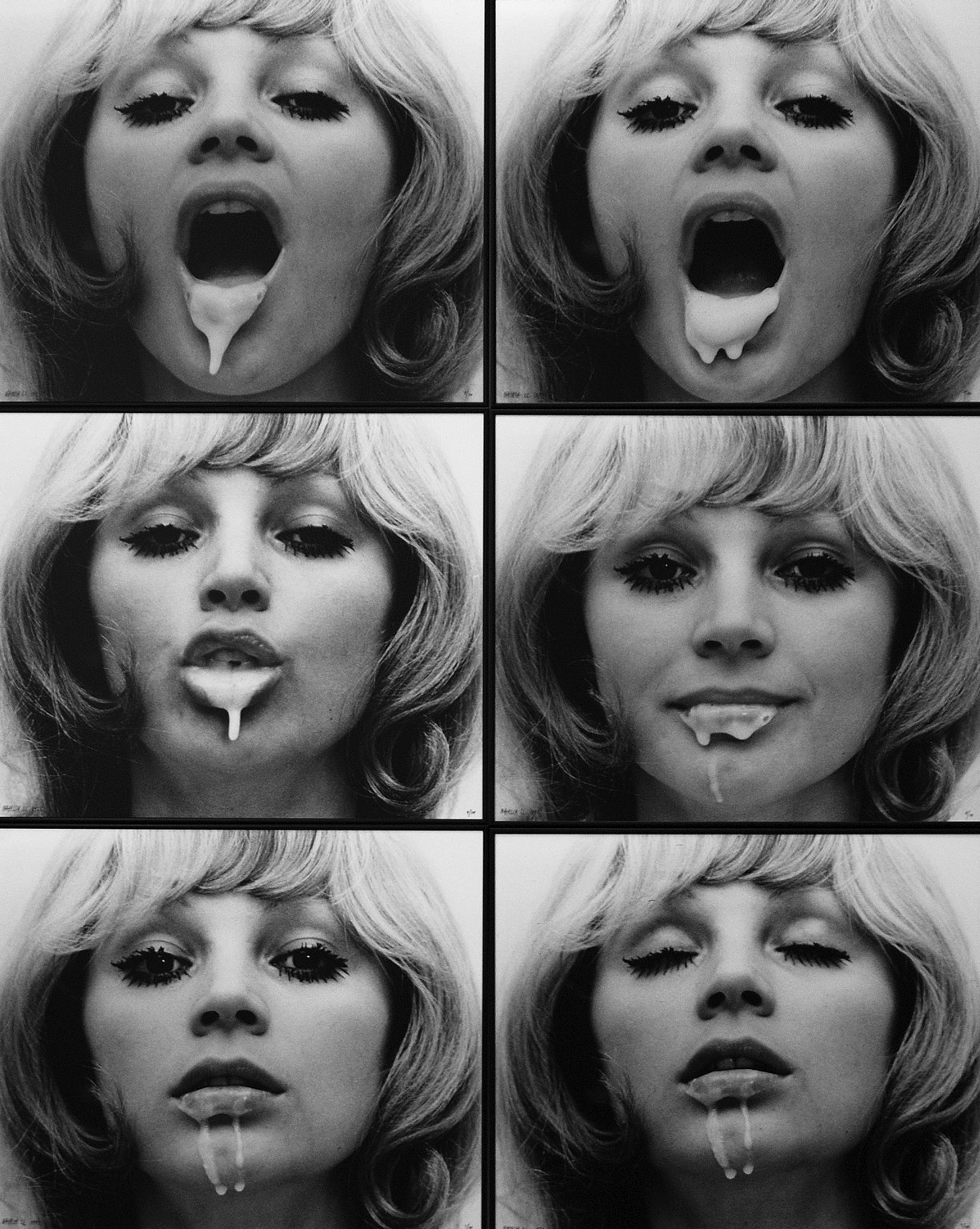
Sztuka Postkonsumpcyjna, 1975
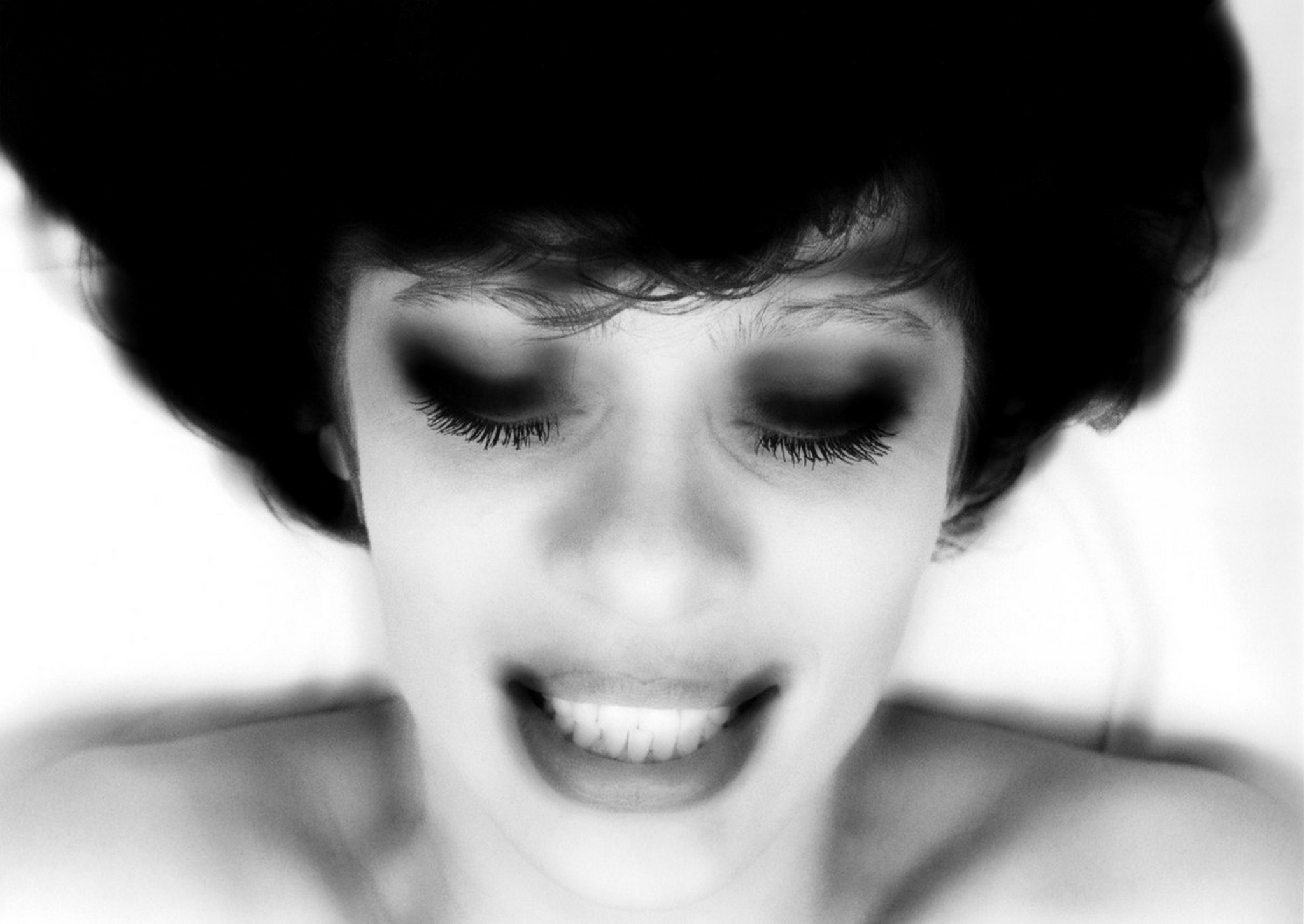
Śnienie, 1978
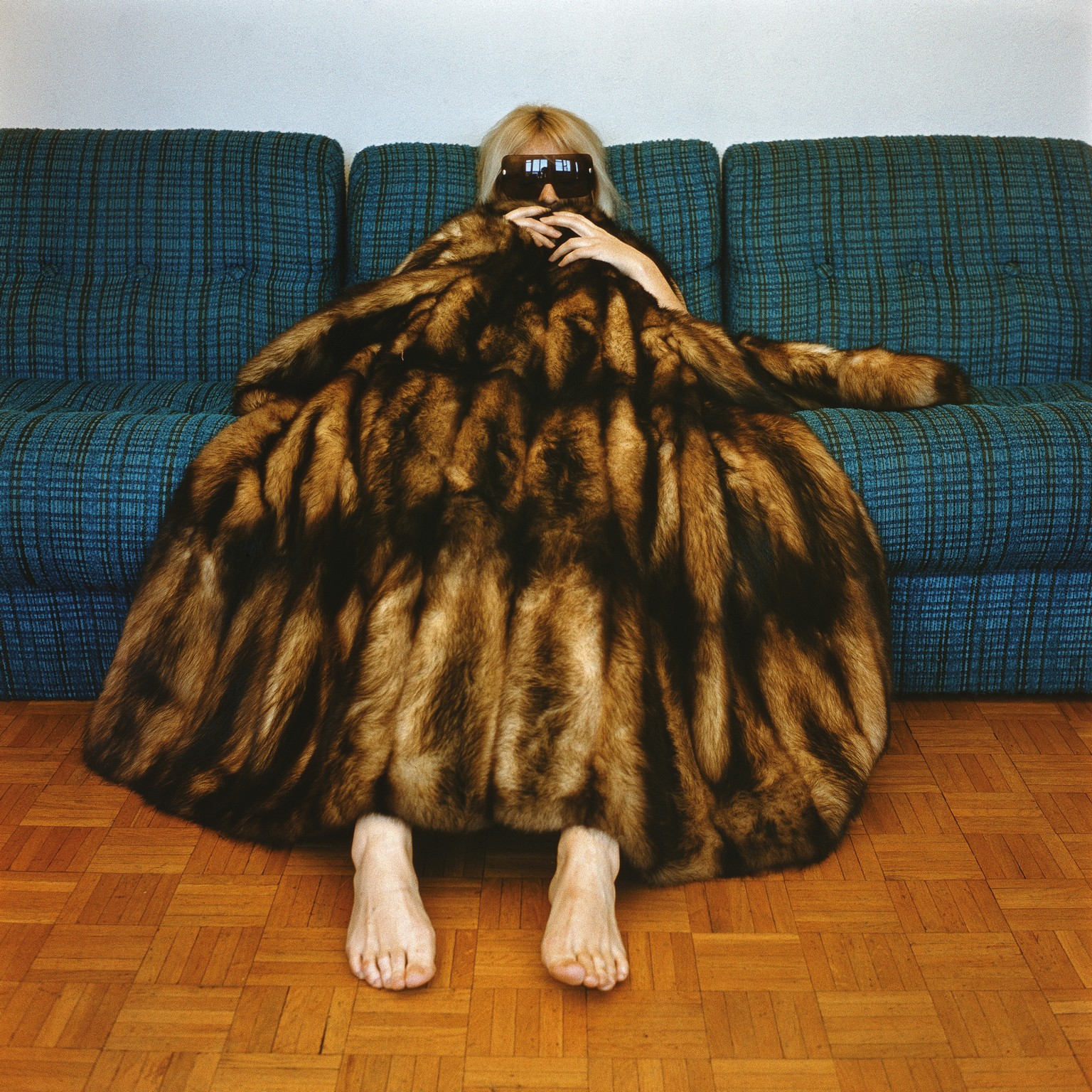
Sztuka zwierzęca / Animal Art, 1978
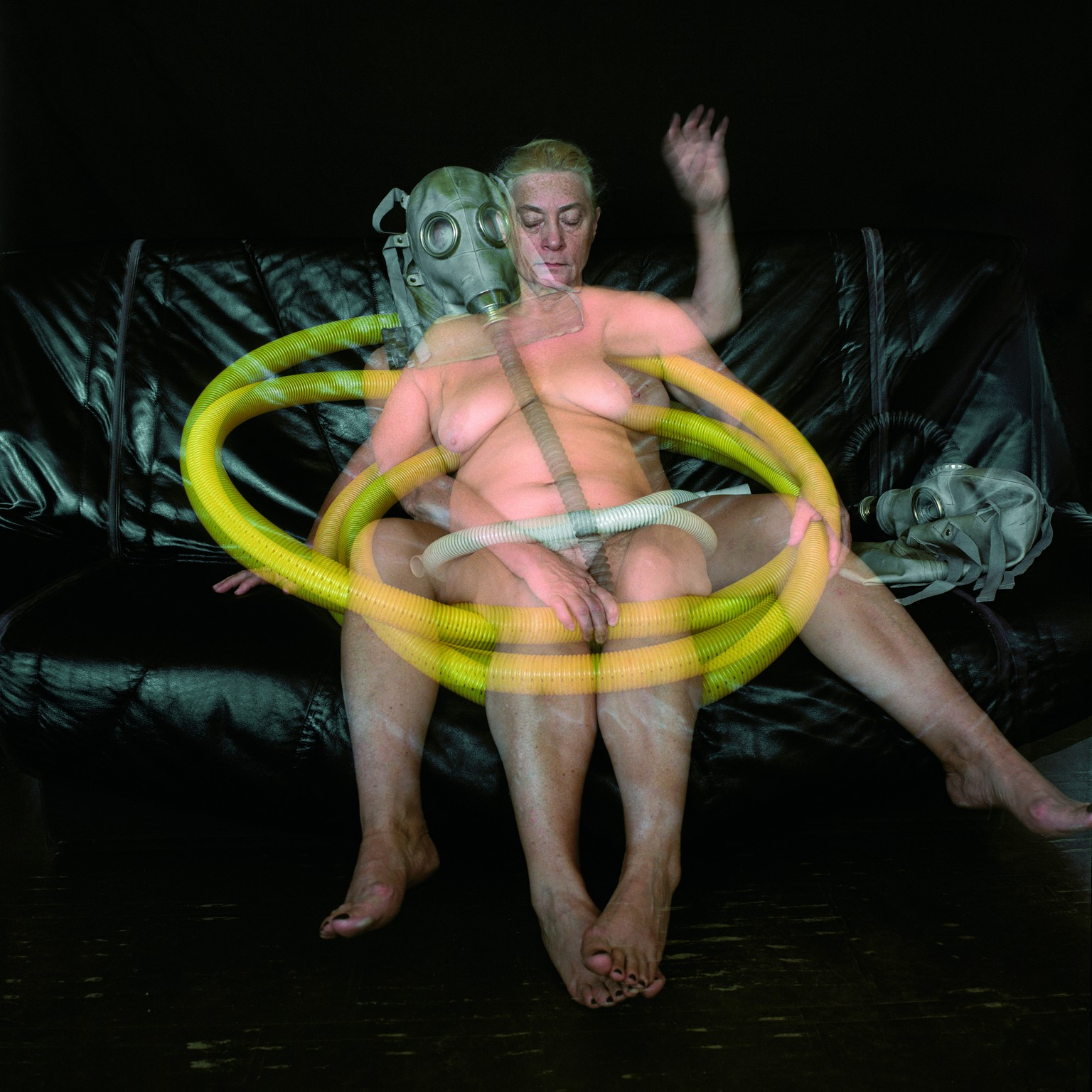
Erotyzm trwogi, 2004